# Brunn (Ehingen)

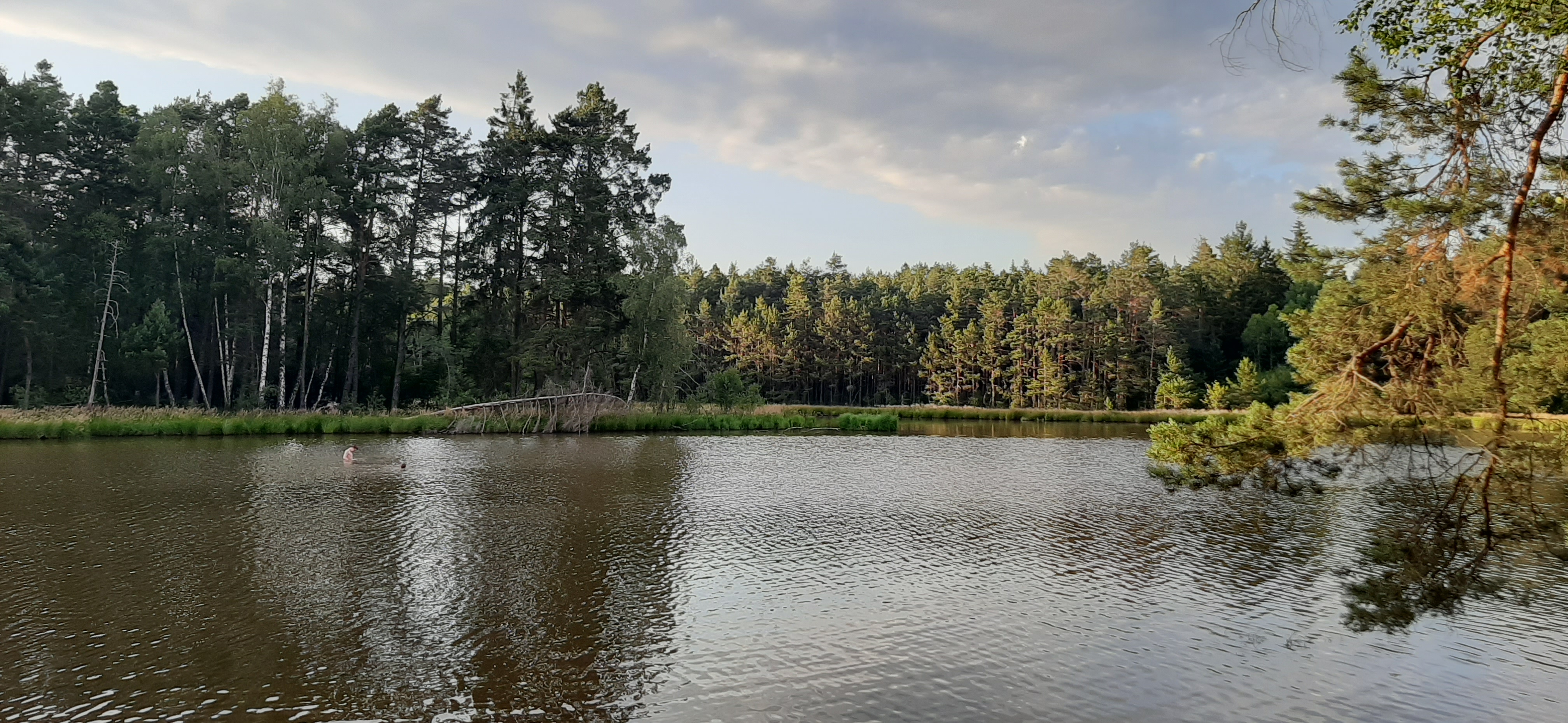
Blick auf einen Teil des Brunnweihers

Brunn ist ein Gemeindeteil der Gemeinde Ehingen im Landkreis Ansbach (Mittelfranken, Bayern). Brunn liegt in der Gemarkung Beyerberg.

## Geografie
Der Weiler liegt in einer Waldlichtung am nördlich vorbeifließenden Moosgraben, der den Oberen und Unteren Brunnweiher speist und ein linker Zufluss des Lentersheimer Mühlbachs ist, der wiederum ein linker Zufluss der Wörnitz ist. Westlich des Ortes liegt der Höflesweiher. Eine Gemeindeverbindungsstraße führt nach Friedrichsthal (1,5 km westlich) bzw. die Kreisstraße AN 49 kreuzend nach Ehrenschwinden (0,7 km südöstlich).
In Brunn gibt es einen kleinen Park mit einem kleinen See im Zentrum. 

## Geschichte
Das Hochgericht übte das ansbachische Oberamt Wassertrüdingen aus. Die Dorf- und Gemeindeherrschaft hatte das Kastenamt Wassertrüdingen. Gegen Ende des 18. Jahrhunderts gab es in Brunn 5 Anwesen und ein Gemeindehirtenhaus gemeinsam mit Ehrenschwinden. Grundherren waren das Verwalteramt Waizendorf (2 Halbhöfe, 1 Söldengut) und das Kastenamt Wassertrüdingen (2 Halbhöfe). Von 1797 bis 1808 unterstand der Ort dem Justiz- und Kammeramt Wassertrüdingen.
Infolge des Gemeindeedikts wurde Brunn 1809 dem Steuerdistrikt und der Ruralgemeinde Beyerberg zugeordnet. Im Zuge der Gebietsreform in Bayern wurde Brunn am 1. Juli 1972 nach Ehingen eingemeindet.

### Einwohnerentwicklung
| Jahr      | 001818 | 001840 | 001861 | 001871 | 001885 | 001900 | 001925 | 001950 | 001961 | 001970 | 001987 |
| Einwohner | 17     | 29     | 32     | 41     | 41     | 30     | 31     | 31     | 34     | 28     | 26     |
| Häuser    | 5      | 7      |        |        | 11     | 8      | 8      | 7      | 6      |        | 8      |
| Quelle    | [ 11 ] | [ 12 ] | [ 13 ] | [ 14 ] | [ 15 ] | [ 16 ] | [ 17 ] | [ 18 ] | [ 19 ] | [ 20 ] | [ 1 ]  |

## Religion
Der Ort ist seit der Reformation evangelisch-lutherisch geprägt und bis heute nach St. Jakobus der Ältere (Ehingen) gepfarrt. Die Einwohner römisch-katholischer Konfession sind nach Herz Jesu (Bechhofen) gepfarrt.